# Nova Cerkev
Nova Cerkev is een plaats in Slovenië en maakt deel uit van de gemeente Vojnik in de NUTS-3-regio Savinjska.